# Irina Sergejewna Chabarowa
Irina Sergejewna Chabarowa (russisch Ирина Сергеевна Хабарова, engl. Transkription Irina Khabarova; * 18. März 1966 in Swerdlowsk) ist eine russische Sprinterin.

## Leben
Sie nahm an den Olympischen Spielen 2000 in Sydney im 200-Meter-Lauf teil, schied jedoch bereits in der Vorrunde aus. Bei den Weltmeisterschaften 2001 in Edmonton und bei den Europameisterschaften 2002 in München erreichte sie über diese Distanz jeweils die Halbfinalrunde. Zudem gewann sie in München mit der russischen 4-mal-100-Meter-Staffel die Bronzemedaille.
Bei den Olympischen Spielen 2004 in Athen holte sie in der Staffel gemeinsam mit Olga Fjodorowa, Julija Tabakowa und Larisa Kruglowa die Silbermedaille. Dort startete sie auch im 100-Meter-Lauf und erreichte dabei die Viertelfinalrunde.
Bei den Weltmeisterschaften 2005 in Helsinki erreichte sie über 200 Meter die Halbfinalrunde. Bei den Europameisterschaften 2006 in Göteborg wurde sie Dritte im 100-Meter-Lauf und siegte mit der Staffel. Bei den Weltmeisterschaften 2007 in Osaka erreichte sie über 100 Meter die Viertelfinalrunde.
Sie wurde darüber hinaus zweimal russische Meisterin im 200-Meter-Lauf (2002 und 2004).
Irina Chabarowa hat bei einer Körpergröße von 1,70 m ein Wettkampfgewicht von 63 kg und startet für Dynamo Jekaterinburg.

## Bestleistungen
- 100 m: 11,18 s, 15. Juli 2006, Tula
- 200 m: 22,34 s, 31. Juli 2004, Tula
- 60 m: 7,17 s, 24. Dezember 2005, Omsk